# S.U.R. (álbum)
S.U.R. es el nombre del primer álbum de estudio del grupo S.U.R.(Somos una Rebelión)(2016). Fue grabado en Estudios Yugular Records, entre julio del 2015 y marzo del 2016, y publicado en formato CD por Icarus Music en el transcurso del 2016. 

## Lista de canciones
| CD1   |                          |                |          |  |
| N.º   | Título                   | Escritor(es)   | Duración |  |
| 1.    | «Rompe el silencio»      | Gustavo Zavala | 3:05     |  |
| 2.    | «Coliseo (De almas)»     | Gustavo Zavala | 3:29     |  |
| 3.    | «Mi estrella»            | Gustavo Zavala | 3:35     |  |
| 4.    | «Charly paredes»         | Gustavo Zavala | 5:10     |  |
| 5.    | «Del cóndor y el buitre» | Gustavo Zavala | 3:05     |  |
| 6.    | «El cruce»               | Gustavo Zavala | 4:17     |  |
| 7.    | «El último tren»         | Gustavo Zavala | 4:34     |  |
| 8.    | «Fuego y piel»           | Gustavo Zavala | 3:31     |  |
| 9.    | «En el túnel»            | Gustavo Zavala | 4:44     |  |
| 35:30 |                          |                |          |  |

| CD2   |                          |                |          |  |
| N.º   | Título                   | Escritor(es)   | Duración |  |
| 1.    | «Nadie es perfecto»      | Gustavo Zavala | 3:51     |  |
| 2.    | «Marylin»                | Gustavo Zavala | 3:56     |  |
| 3.    | «Cerveza helada»         | Gustavo Zavala | 3:34     |  |
| 4.    | «En cadenas»             | Gustavo Zavala | 4:41     |  |
| 5.    | «Tristezas de hoy»       | Gustavo Zavala | 6:09     |  |
| 6.    | «Aguas turbulentas»      | Gustavo Zavala | 5:54     |  |
| 7.    | «Cumplemetal (*)»        | Gustavo Zavala | 2:19     |  |
| 8.    | «Para Evita (*)»         | Gustavo Zavala | 1:03     |  |
| 9.    | «Somos una rebelión (*)» | Gustavo Zavala | 1:31     |  |
| 32:58 |                          |                |          |  |

- Bonus Track (*)
- Letra y música Gustavo Zavala